# Imamat Oman
Imamat Oman (arabsko إِمَامَة عُمَان, latinizirano: Imāmat ʿUmān) se nanaša na zgodovinsko državo znotraj ožjega Omana (عُمَان ٱلْوُسْطَى, ʿUmān al-Wusṭā) v današnjem gorovju Hadžar v Sultanatu Oman.). Glavno mesto Imamata se je zgodovinsko spreminjalo med Rustakom in Nizvo. Ozemlje Imamata je segalo severno do Ibrija in južno do regije Alšarkija in Šarkija Sands. Imamat je bil z vzhoda omejen z gorovjem Hadžar, z zahoda pa s puščavo Rub al-Hali (Prazna četrt). Gorovje Hadžar je ločevalo imamat Omana od Maskata in Omana. Izvoljeni imam (vladar) je prebival v prestolnici, valis (guvernerji) pa so zastopali imamat v različnih regijah.
Imamatu Oman, podobno kot Sultanatu Maskat, je vladala sekta Ibadi. Imami so duhovno in posvetno zastopali regijo. Imamat je 1200 let star sistem vladanja, ki so ga uvedli ibadijski verski voditelji Omana in je temeljil na islamskem šeriatskem pravu. Imamat meni, da mora biti vladar izvoljen. Imam velja za vodjo skupnosti, vendar je plemenski odnos, ki je del omanske družbe, spodbudil decentralizirano obliko upravljanja, ki bi pomagala vzdrževati politično enotnost med Omanci. Imamat je določil vladni sistem, v katerem vladar ne bi smel imeti absolutne politične ali vojaške moči; raje je treba moč deliti z lokalnimi guvernerji. Da bi preprečil lokalne ali zunanje grožnje imamatu, je moral imam zbrati podporo lokalnih skupnosti in plemen, da bi zbral silo za boj za določen namen. Imam je potreboval poglobljeno razumevanje plemenske politike in politično bistrost, da je ohranil politično stabilnost znotraj Imamata, ko je prišlo do konfliktov.

## Zgodovina
Omanski Azd je zaradi trgovanja potoval v Basro. Omani Azd je dobil del Basre, kjer so se lahko naselili in poskrbeli za svoje potrebe. Številni Azdi, ki so se naselili v Basri, so postali bogati trgovci in pod svojim voditeljem Muhallabom bin Abi Sufrahom začeli širiti vpliv moči proti vzhodu proti Horasanu. Ibadi islam je nastal v Basri z ustanoviteljem Abdullahom ibn Ibado okoli leta 650 n. št., čemur je sledil Azd v Iraku. Kasneje je al-Hajjaj ibn Jusuf, omajadski guverner Iraka, prišel v konflikt z ibadijci, ki so jih prisilili v Oman. Med tistimi, ki so se vrnili v Oman, je bil učenjak Jabir ibn Zayd, omanski Azdi. Njegova vrnitev in vrnitev mnogih drugih učenjakov sta močno okrepila ibadijsko gibanje v Omanu. Imamat naj bi bil ustanovljen leta 750 n. št., kmalu po padcu Omajadov.
Od svojega nastopa je imamat za prekinjena obdobja vladal delu ali celotnemu današnjemu Omanu in čezmorskim deželam. Na vrhuncu moči je Imamatu uspelo izgnati portugalske kolonizatorje iz Omana in vzpostaviti pomorsko silo, ki je svoj imperij v 17. stoletju razširila na Perzijski zaliv in vzhodno Afriko. Čeprav je bil Imamat izoliran z gorovjem Hadžar in puščavo Rub al-Hali, je imel obsežno svetovno trgovino, saj je izvažal posušene datlje, limete in ročno izdelan bombažni tekstil ter uvažal druge izdelke. Večina trgovine je potekala z Indijsko podcelino.
Sredi 18. stoletja je Ahmed bin Said Al Bu Said, ki je izhajal iz majhne vasi v notranjosti Omana, izgnal perzijske kolonizatorje iz Omana in postal izvoljeni imam Omana, katerega glavno mesto je bil Rustak. Po smrti imama Ahmeda leta 1783 je bila suverenost Omana razdeljena med obalno stran, ki je sledila dedni liniji nasledstva, ki so ji vladali sultani Albusaidi v Maskatu, in notranjost Omana, ki je obdržala izvoljeni imamat in pozneje preselila svojo prestolnico iz Rustaka v Nizvo. Britanski imperij je želel prevladovati nad jugovzhodno Arabijo, da bi zadušil naraščajočo prevlado drugih evropskih sil in se zoperstavil nastajajoči pomorski moči Omanskega imperija v 18. in 19. stoletju. Britanci so se tako odločili podpreti sultane Albusaidi iz Maskata. Britanski imperij je s sultani sklenil vrsto pogodb s ciljem pospeševanja britanskega političnega in gospodarskega interesa v Maskatu v zameno za zaščito sultanov. Sultanat je sčasoma postal vse bolj odvisen od britanskih posojil in političnih nasvetov. Med imami in makatskimi sultani je pogosto prihajalo do napetosti. Spor med imamatom in sultanatom je bil večinoma političen. Omanci v notranjosti so verjeli, da je treba vladarja izvoliti, in so zavračali vse večji britanski politični in gospodarski nadzor nad Maskatom in Omanom. Leta 1913 je Imam Salim ibn Rašid al-Harusi sprožil upor proti Maskatu, ki je trajal do leta 1920, ko je Imamat vzpostavil mir s Sultanatom s podpisom pogodbe iz Sibe. Posledica pogodbe je de facto ločitev med Omanom in Maskatom, pri čemer je notranjemu delu (Oman) vladal imamat, obalnemu delu (Maskat) pa je vladal sultanat.
Iraq Petroleum Company, ki je leta 1937 podpisala naftno koncesijo s sultanom Maskat, je sklepala, da je nafta zelo verjetno prisotna v notranjih regijah Omana. Leta 1954 je novi imam Ghalib Alhinai branil imamat pred napadi sultanata Maskat, ki ga je podpirala britanska vlada. Sultan Said Bin Taimur iz Maskata je z neposredno podporo britanskih sil uspel premagati Imamat v vojni Džebel Ahdar, ki je trajala do leta 1959. Ime Maskat in Oman je bilo leta 1970 spremenjeno v Sultanat Oman.
V trenutni rabi se lahko »pravi Oman« nanaša tudi na celoten današnji sultanat brez eksklav Musandam in Madha.